# MetLife
MetLife, Inc., сокращённо от Metropolitan Life Insurance Company, Inc. — ведущий международный холдинг в сфере страхования и пенсионного обеспечения. Компания MetLife занимается страхованием жизни и здоровья от несчастного случая и пенсионным обеспечением через сеть дочерних компаний и филиалов, банков-партнёров и каналов прямого маркетинга.
MetLife занимает лидирующие позиции на рынках США, Японии, Латинской Америки, Азиатско-Тихоокеанского региона, Европы и Ближнего Востока.

## История

### Становление компании
В 1863 году группой нью-йоркских бизнесменов была основана «Национальная объединённая компания страхования жизни и здоровья» (National Union Life and Limb Insurance Company). Собрав 100 тысяч долларов США, в июле следующего года они приступили к страхованию моряков и солдат Гражданской войны от потери трудоспособности из-за ранений, несчастных случаев и болезней. К концу года компания заключила всего 17 контрактов по страхованию жизни и 56 контрактов по страхованию от несчастных случаев и оказалась на последнем месте в списке из двадцати семи страховых компаний штата Нью-Йорк c текущим дефицитом в 1400 долларов.
Через пять лет, после ряда реорганизаций, директор компании доктор медицины Джеймс Д. Доу и совет директоров решили прекратить предоставлять услуги по страхованию от несчастных случаев и сконцентрироваться на страховании жизни. В связи с этим компания была переименована в Metropolitan Life Insurance Company, сокращённо MetLife. 24 марта 1868 года были заключены первые контракты в новом качестве. Офис компании, расположенный по адресу 243 Бродвей, Манхеттен, состоял из двух комнат, что было вполне достаточно для шестерых сотрудников.

### Время роста
Серьёзный экономический кризис, разразившийся в начале 1870-х, вынудил компанию начать свёртывание операций, и к концу десятилетия она достигла своего минимума. В тот момент президент MetLife Джозеф Ф. Кнапп обратился к опыту страховых компаний Великобритании, среди которых была распространена практика промышленного («рабочего») страхования. В 1879 году Кнапп представил программы страхования жизни в промышленной среде — недорогие страховые полисы, премии по которым собирались каждую неделю или месяц на дому у держателя полиса. Для реализации программы компанией были наняты британские специалисты для подготовки страховых агентов непосредственно в США.

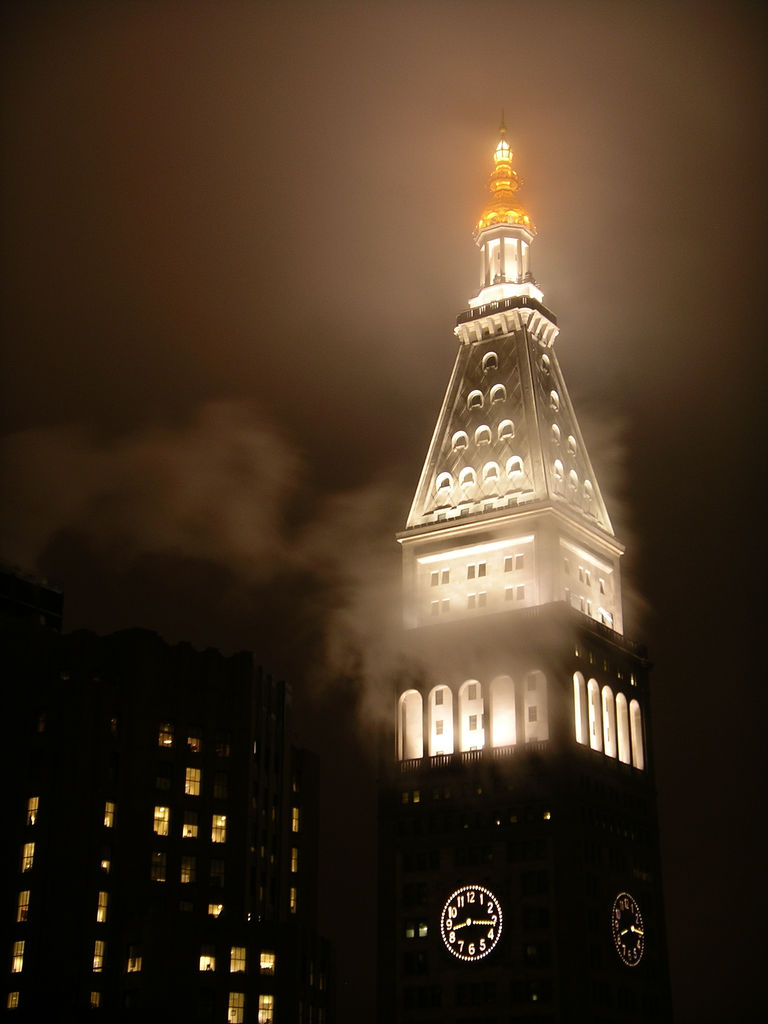
МетЛайф Тауэр — штаб-квартира и символ компании до 2005 года

К 1880 году было продано уже четверть миллиона полисов промышленного страхования, что позволило компании получить почти один миллион дохода от выплаты премий. К 1909 году по показателю «действующие полисы страхования жизни» (общая стоимость выданных страховых полисов) MetLife стала крупнейшей в США компанией, занимающейся страхованием жизни.
В 1907 году было начато строительство головного офиса компании — Мет Лайф Тауэр. Этот расположенный в Нижнем Манхэттене небоскрёб являлся высочайшим зданием мира с момента его постройки в 1909 до 1913 года и служил штаб-квартирой компании до 2005 года. Долгие годы изображение здания со светящимся шпилем и слоганом «Никогда не гаснущий свет» использовалось в рекламе MetLife.
Заботясь о безопасности своих клиентов, компания уклонялась от активной игры на фондовой бирже во время финансового бума эпохи «просперити». Такая политика позволила MetLife пережить биржевой крах 1929 года практически без потерь, в то время как множество других страховых компаний были разорены. В годы великой депрессии MetLife продолжала осуществлять страховые выплаты, что для многих её клиентов стало спасением от нищеты. В 1930-е годы компания являлась лидером на американском рынке страхования, её клиентами были каждый пятый мужчина, женщина и ребёнок в США и Канаде. Тогда же традиционное для MetLife инвестирование в ипотеку и кредитование физических лиц перестало давать результаты из-за вызванного кризисом снижения цен на недвижимость и процентных ставок по кредитам. В этих условиях было решено вкладывать в облигации коммунальных предприятий, государственные ценные бумаги и выдавать ссуды на строительство коммерческой недвижимости. MetLife финансировала строительство Эмпайр-стейт-билдинг в 1929 году, спасая тем самым проект от банкротства, а в 1931 году предоставила средства для строительства Рокфеллерского центра.

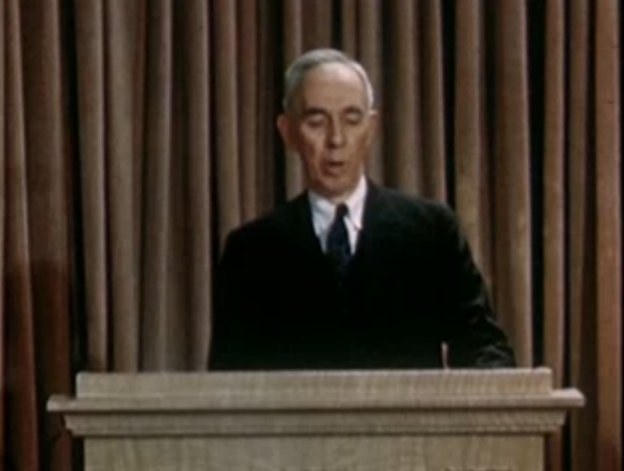
Президент компании Лерой Линкольн в 1947 году

Во время Второй Мировой войны компания вложила более 51 процента своих активов в военные облигации и стала крупнейшим частным спонсором Антигитлеровской коалиции.
В послевоенный период компания расширила своё присутствие в пригородных районах, провела децентрализацию управления и начала обучение своих агентов работе во всех сегментах рынка. Кроме этого, компания начала продвижение групповых страховых продуктов среди работодателей и учреждений. К 1979 году деятельность компании сосредоточилась на четырёх основных направлениях: групповое, индивидуальное и пенсионное страхование, а также инвестиции. В 1981 году за 400 миллионов долларов США MetLife приобрела здание, ныне известное как MetLife Building, у группы, в которую входила компания Pan American World Airways.

### Выход на мировой рынок
До конца XX века MetLife была очень консервативной американской компанией, не имевшей особых экспансионистских стремлений. Однако на рубеже столетий экономическая ситуация вынудила страховщиков выходить на мировой рынок. Кроме того, к изменениям подталкивало то, что ближайшие конкуренты MetLife Prudential Financial и John Hancock объявили о планах превращения в публичные компании. Сменить выработанную годами направленность был призван новый генеральный директор и председатель совета директоров Роберт Бенмоше. Характерной была приведённая BusinessWeek фраза Бенмоше «Спящий гигант больше не спит. Мы собираемся разбудить весь мир».
В 1998 году совет директоров компании разрешил провести демутуализацию, то есть перевод в форму акционерного общества. Через полтора года, в апреле 2000 года, MetLife провела первую публичную продажу акций (IPO), выпустив 202 миллиона акций по цене 14,25 долларов США за акцию. На момент IPO у MetLife было девять миллионов акционеров — наибольшее число среди компаний Северной Америки. Тем не менее, IPO прошло не слишком удачно — из запланированных 6,1 миллиардов долларов удалось привлечь лишь 2,88 миллиарда.

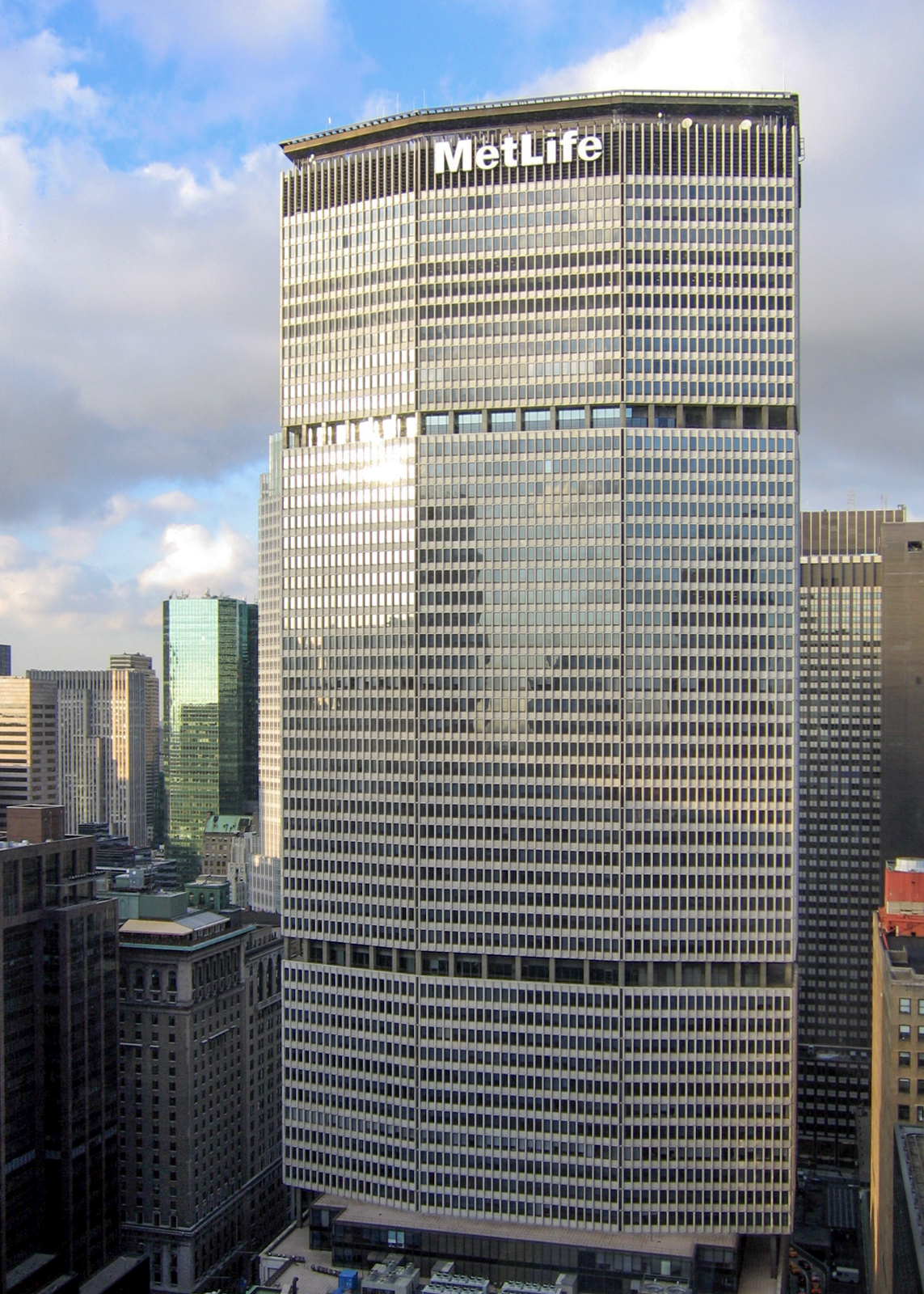
МетЛайф Билдинг — штаб-квартира Metlife

Спустя четыре месяца после IPO компания начала полномасштабную экспансию. Первым крупным купленным активом стал банк Grand Bank, переименованный в MetLife Bank. Эта покупка сделала MetLife участником розничного банковского бизнеса, а также позволила создать инвестиционную группу MetLife. Появление свободных активов позволило компании начать запланированный выход на мировой рынок. В 2000 году MetLife получила лицензии на ведение бизнеса в Польше и на Филиппинах, в следующем году — в Индии, в ещё через два года — в Китае. При этом доля MetLife на китайском рынке, также как и на страховом рынке Польши, оставалась незначительной. Успешнее шли дела в Индии, где к концу 2009 года доля MetLife достигла 3,5 %. В Индии американский страховщик сотрудничал с местными партнёрами, так как индийские законы не позволяют иностранным компаниям владеть более 26 % капитала в местной страховой компании.
На других рынках экспансия привела к более впечатляющим результатам — MetLife стала крупнейшей компанией в сфере страхования жизни в Мексике, третьей по скорости роста в Бразилии, крупнейшим аннуитетным страховщиком Чили (для этого в 2004 году было выкуплено 59 % акций местного банка Banco Estado Corredora de Seguros), а также вошла в число крупнейших универсальных страховщиков жизни в Южной Корее.
Продолжая экспансию, в 2005 году MetLife полностью выкупила Travelers Life & Annuity и практически полностью — международную часть страхового бизнеса Citigroup. Сумма сделок составила 12 миллиардов долларов США. На момент заключения сделки приобретение Travelers сделало MetLife крупнейшей компанией индивидуального страхования в Северной Америке. Кроме того, число клиентов компании за пределами США увеличилось с 9 до 15 миллионов, а сама компания стала лидером на рынках Мексики, Южной Кореи и Японии, а также начала продвижение в Австралию и Западную Европу, где ранее была представлена только в Испании.

### Покупка «Alico»
В 2008 году разгорелся мировой экономический кризис, который поставил многие ведущие страховые компании мира на грань банкротства. «MetLife», выпустив дополнительные акции на 2,3 миллиарда долларов США, сумела выполнить свои обязательства, не прибегая к поддержке правительства по программе «TARP».
Поставивший многих страховщиков в тяжёлое финансовое положение кризис позволил «MetLife», имевшей в 2009 году по оценке правительства США более 5 млрд долларов избыточного капитала, возобновить экспансию на рынке. Было решено приобрести принадлежащую «American International Group» (AIG) крупную международную компанию American Life Insurance Company (Alico), так как она уже имела развитый бизнес за пределами США и испытывала трудности с возвращением кредита правительству. Сделка была завершена в 2010 году, её сумма составила 16,2 мдрд долларов США. Эта покупка позволила MetLife расширить присутствие с 17 стран до 46, а количество клиентов до 90 миллионов. Имеющаяся структура Alico была сохранена, а компании в группе сохранили относительную независимость.

## Благотворительность и рекламные кампании
MetLife имеет богатую историю благотворительной деятельности. В 1976 году был учреждён фонд MetLife Foundation, продолживший благотворительную политику компании в сфере здравоохранения, образования, общественной деятельности и культуры. В 2012 году компания вложила в благотворительную деятельность более 41 миллиона долларов. За всё время существования фонд выделил более 530 миллионов долларов в виде грантов и предоставил 100 миллионов долларов некоммерческим организациям.

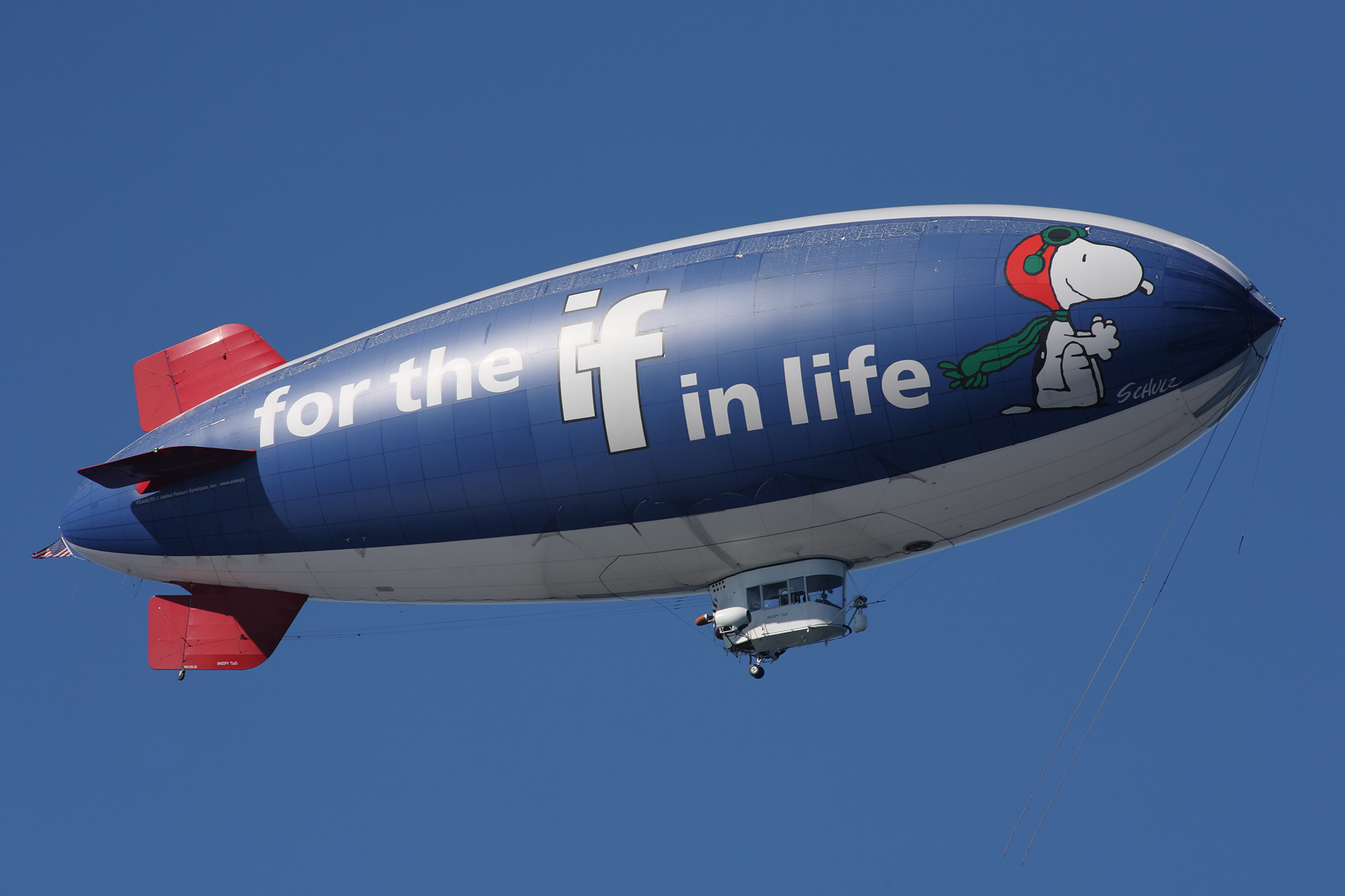
Дирижабль Snoopy 2 с рекламой компании MetLife

В 1985 году MetLife заключили договор с владельцами невероятно популярной в США франшизы Peanuts для использования в своей рекламной кампании пса Снупи и других персонажей Peanuts. Франшиза привлекла MetLife тем, что «безопасное одеяло», с которым не расставался один из персонажей — Лайнус, символизировало надежность, комфорт и спокойствие, как раз и обеспечиваемые страховой компанией. Со временем Снупи стал символом MetLife и используется как таковой вплоть до настоящего времени.
В 1987 году была начата рекламная кампания с использованием дирижабля Snoopy 1. В 1994 году был запущен второй дирижабль — Snoopy 2, а затем и Snoopy J.. Кроме рекламных функций, дирижабли MetLife используются для воздушного телевизионного сопровождения в среднем около 70 спортивных мероприятий в год.
В 2005 году была начата крупная рекламная кампания под названием If («Если»). В России главной благотворительной рекламной акцией стала поддержка компанией Большого театра.

## Структура
MetLife, Inc. представляет собой крупный международный холдинг, в который помимо головной компании MetLife входит множество дочерних компаний в США и филиалов в различных странах мира. За пределами США холдинг имеет отделения в странах Латинской Америки, Европы, Азиатско-тихоокеанского региона и Ближнего Востока. Согласно заявлению генерального директора компании Стивена Кандаряна, деятельность MetLife охватывает три направления: Америка (США и вся Латинская Америка), Азия (включая Японию) и регион EMEA (Европа, Ближний Восток и Африка).
В 2010 году, после покупки Alico, MetLife стала лидером рынка Японии, второго по размерам рынка страхования жизни, и вошла в пятерку лидеров рынка многих развивающихся стран Центральной и Восточной Европы (в частности, Румынии), Среднего Востока и Латинской Америки. В результате сделки число клиентов MetLife, составлявшее до сделки 70 миллионов человек, увеличилось на 20 миллионов и, согласно Barron’s Magazine, операционная прибыль компании по зарубежным операциям возросла более чем в два раза, до 40 %.
В Индии MetLife имеет аффилированную компанию India Insurance Company Limited (MetLife), работающую на рынке с 2001 года. Головные офисы этой компании расположены в Бангалоре и Гургаоне. Компания находится в совместном владении MetLife и нескольких местных финансовых компаний. В 2012 году с одним из индийских банков, Punjab National Bank, было подписано соглашение о создании стратегического альянса, в котором MetLife India получила 30 %. За это государственный банк принял обязательство по продаже страховых продуктов MetLife в своих отделениях.
После покупки Alico в собственность MetLife перешло и российское отделение, существующие с 1994 года. В 2014 году, после окончания ребрендинга, российская компания сменила название с «АЛИКО» на «МетЛайф».

## Руководство
Руководство компанией осуществляет Совет директоров, в состав которого входит 10 человек. Совет возглавляет председатель, эту должность с 2019 года занимает Майкл Халаф (Michel A. Khalaf), в компании он работает с 2011 года.
Исполнительным вице-президентом и главным юрисконсультом компании является Стивен Гостер (Stephen W. Gauster). Кроме него, должность исполнительного вице-президента занимают ещё шесть топ-менеджеров MetLife — директор по инвестициям Стивен Гуларт (Steven J. Goulart), финансовый директор Джон МакКаллион (John D. McCallion), глава отдела кадров Сюзан Подлогар (Susan M. Podlogar), глава отдела бренда и маркетинга Эстер Ли (Esther S. Lee), глава отдела по технологиям и операциям Билл Паппас (Bill Pappas), глава отдела финансовых рисков Марлин Дебел (Marlene Debel). В число ключевых должностей в компании входят руководители региональных направлений холдинга — президент американского дивизиона Реми Тадрос (Ramy Tadros) и азиатского дивизиона Кишор Поннаволу (Kishore Ponnavolu).

## Деятельность
Деятельность компании сконцентрирована в сфере страхования. Среди предоставляемых компанией страховых услуг страхование жизни, аннуитеты, страхование автомобилей и жилья, корпоративное страхование и перестрахование. Кроме того, MetLife оказывает розничные банковские услуги, а также прочие финансовые услуги для частных лиц.
На конец 2020 года активы компании составили 795 млрд долларов, из них 508,5 млрд пришлось на инвестиции (преимущественно в корпоративные и государственные облигации). Основными статьями пассивов являются резервы под выплатам по полисам (207 млрд) и балансы счетов держателей полисов (205 млрд). Выручка за год составила 67,8 млрд, в том числе 42 млрд — страховые премии, 17 млрд — чистый инвестиционный доход; страховые выплаты составили 41,5 млрд. Более половины выручки приходится на США (36 млрд долларов), далее следуют Азия (12,5 млрд, в том числе Япония 6,8 млрд), Латинская Америка (Мексика и Чили, 4,3 млрд), Европа, Ближний Восток и Африка (в сумме 3 млрд); ещё 10 млрд составила выручка MetLife Holdings (подразделение неосновных активов). По типам полисов на страхование жизни приходится 21 млрд премий, медицинское — 15 млрд, аннуитеты — 8 млрд, имущества — 3,6 млрд.

### Страхование жизни
В ассортимент продуктов и услуг MetLife по индивидуальному страхованию жизни входит срочное страхование жизни, а также несколько видов постоянного страхования жизни, включая пожизненное страхование на случай смерти, накопительное страхование жизни и переменное накопительное страхование жизни. Компания также предлагает корпоративное страхование жизни через работодателей: срочное, корпоративное переменное накопительное и корпоративное накопительное страхование. По данным на 2014 год по числу действующих полисов и некоторым другим показателям MetLife является крупнейшей в США компанией по страхованию жизни.

### Стоматологическое страхование
MetLife предлагает корпоративные планы стоматологического страхования для физических лиц, сотрудников, пенсионеров и членов их семей, а также оказывает услуги по планированию зубоврачебной помощи более чем 20 миллионам человек. К числу предлагаемых планов относится Preferred Dentist Program (программа предпочитаемых стоматологов, PPO) и SafeGuard DHMO (доступная физическим и юридическим лицам в Калифорнии, Флориде, Нью-Джерси, Нью-Йорке и Техасе). К 2010 году PPO охватила более 145 тысяч стоматологов по всей стране, а HMO — более 13 тысяч стоматологов Калифорнии, Флориды и Техаса. MetLife также предлагает программу непрерывного обучения для стоматологов и сопутствующих профессий, признанную Американской стоматологической ассоциацией (ADA) и Академией общей стоматологии (AGD).

### Потеря трудоспособности
MetLife предлагает продукты по страхованию потери трудоспособности для физических лиц, а также работодателей и ассоциаций, заключающих договоры страхования через работодателей. По полису индивидуального страхования потери трудоспособности физическому лицу возмещается часть дохода в случае неспособности к труду в силу заболевания или травмы. В рамках корпоративного страхования MetLife предлагает кратко- и долгосрочное страхование потери трудоспособности. После заболевания или несчастного случая, повлекших потерю трудоспособности, пострадавшему возмещается часть его дохода за первые недели при краткосрочном страховании и за более длительный период при долгосрочном страховании.
Компания также предлагает продукт по управлению рабочим временем сотрудников, позволяющий руководителю отслеживать плановое и незапланированное отсутствие сотрудников на рабочем месте и принимать соответствующие решения. Предлагаемый компанией продукт MetLife Total Absence Management.

### Пенсионное страхование
MetLife входит в число крупнейших поставщиков услуг пенсионного страхования в мире, установив рекорд по объёмам продаж продуктов этого направления в 2009 году — 22,4 миллиардов долларов. В 2004 году MetLife стала первой страховой компанией, представившей услугу страхования на случай долголетия. По состоянию на 31 декабря 2009 года под управлением MetLife по всему миру находились активы по пенсионному страхованию на общую сумму 60 миллиардов долларов, 34 миллиардов из которых приходились на перенесённые пенсионные обязательства по выплате пособий более чем 600 тысяч людей ежемесячно.

### Страхование автомобилей и жилища
MetLife Auto & Home — название девяти аффилированных компаний MetLife, занимающихся индивидуальными видами страхования. Они совместно предлагают индивидуальное страхование и страхование от несчастных случаев во всех 50 штатах и округе Колумбия. Ведущая компания группы — Metropolitan Property and Casualty Insurance Company — была основана в 1972 году. В настоящее время на компании группы MetLife Auto & Home приходится более 2,7 миллионов действующих полисов. Они обслуживают 58 компаний из списка Fortune 100.
По информации с сайта группы, MetLife Auto & Home предлагает страхование автомобилей и жилищ любого рода — домов, квартир, жилых прицепов или съемных квартир. Компании продают полисы страхования жилых автофургонов, мотовездеходов, катеров, жилых прицепов, коллекционных автомобилей, мотоциклов, а также, благодаря участию в Национальной программе страхования от наводнений (NFIP), курируемой на федеральном уровне, предлагают страхование от наводнения.

### Другие продукты
В число продуктов MetLife входит страхование на случай критического заболевания. В число финансовых услуг входит платное финансовое планирование, пенсионное планирование, управление состоянием, услуги по «Планам 529», банковское обслуживание, а также коммерческое и жилищное кредитование. Компания также оказывает услуги по составлению пенсионных планов и другие финансовые услуги организациям здравоохранения, образования и некоммерческим организациям. MetLife Center for Special Needs Planning представляет собой группу специалистов по планированию, занимающихся обслуживанием семей и физических лиц с особыми возможностями.

## Показатели деятельности
| Год                 | 2001  | 2002  | 2003  | 2004  | 2005  | 2006  | 2007  | 2008  | 2009   | 2010  | 2011  | 2012  | 2013  | 2014  | 2015  | 2016  | 2017  | 2018  | 2019  | 2020  |
| ------------------- | ----- | ----- | ----- | ----- | ----- | ----- | ----- | ----- | ------ | ----- | ----- | ----- | ----- | ----- | ----- | ----- | ----- | ----- | ----- | ----- |
| Оборот              | 31,22 | 33,07 | 35,19 | 38,80 | 44,78 | 48,25 | 53,01 | 50,98 | 40,66  | 52,27 | 70,24 | 68,16 | 68,20 | 73,32 | 69,95 | 63,48 | 62,31 | 67,94 | 69,62 | 67,84 |
| Чистая прибыль      | 0,473 | 1,605 | 2,217 | 2,758 | 4,714 | 6,293 | 4,317 | 3,278 | -2,278 | 2,786 | 6,971 | 1,362 | 3,393 | 6,336 | 5,322 | 0,804 | 4,020 | 5,128 | 5,909 | 5,418 |
| Активы              |       | 277,4 | 326,8 | 356,8 | 481,6 | 527,7 | 558,6 | 501,7 | 539,3  | 730,9 | 799,6 | 836,8 | 885,3 | 902,3 | 877,9 | 898,8 | 719,9 | 687,5 | 740,5 | 795,1 |
| Собственный капитал |       | 17,39 | 21,15 | 22,82 | 29,10 | 33,80 | 35,18 | 23,99 | 33,50  | 49,00 | 60,17 | 64,84 | 62,10 | 72,21 | 68,42 | 67,48 | 58,68 | 52,74 | 66,38 | 74,82 |

MetLife является одной из крупнейших компаний мира. По данным за 2021 год компания занимает 46-е место в списке 500 крупнейших компаний США и 136-е место в списке 500 крупнейших компаний мира по версии журнала Fortune. В списке Global 2000, подготовленном Forbes, по данным за 2021 год компания находится на 62-й позиции в рейтинге ведущих компаний мира. Компания обслуживает 90 миллионов клиентов в 50 странах мира, в число её клиентов входит 90 компаний из первой сотни Fortune 500.